# Hanna Świda-Ziemba

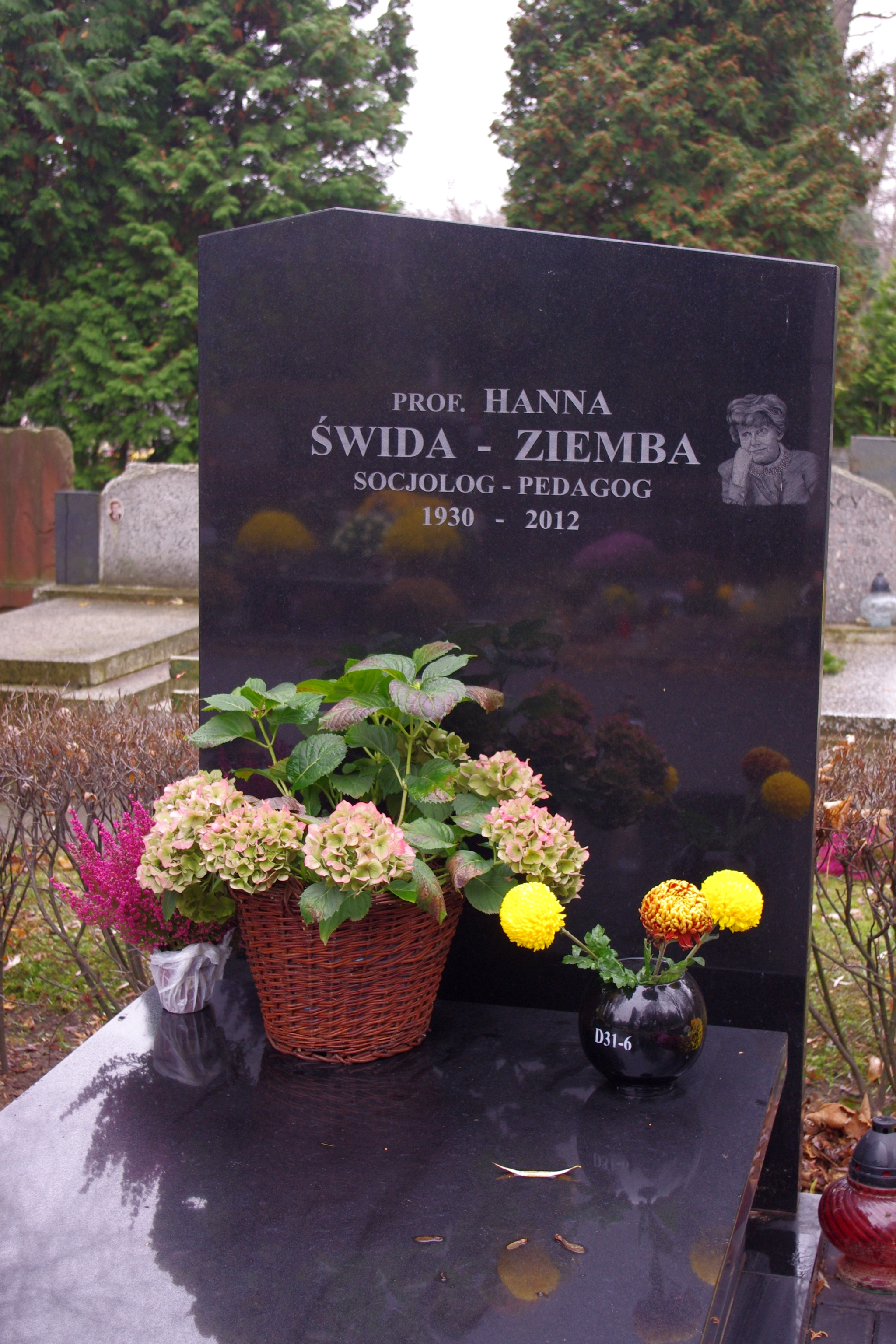
Grób Hanny Świdy-Ziemby na Cmentarzu Wojskowym na Powązkach

Hanna Maria Świda-Ziemba (ur. 19 września 1930 w Wilnie, zm. 11 stycznia 2012 w Warszawie) – polska socjolożka i nauczycielka akademicka, profesor nauk humanistycznych, działaczka opozycji w okresie PRL.

## Życiorys
Jej ojcem był Witold Świda, a siostrą Zofia Świda. Absolwentka IV Liceum Ogólnokształcącego im. Emilii Sczanieckiej w Łodzi. W 1952 ukończyła studia z zakresu socjologii na Uniwersytecie Łódzkim. W 1960 uzyskała stopień naukowy doktora, w 1969 habilitowała się. W 1995 otrzymała tytuł profesora nauk humanistycznych.
Pracowała początkowo jako nauczycielka we wrocławskich technikach (statystycznym, finansowym i handlu zagranicznego). Od 1954 związana zawodowo z Uniwersytetem Warszawskim, od 1995 zajmowała stanowisko profesora. Wchodziła w skład Prezydium Polskiej Akademii Nauk. Wykładała także w Szkole Wyższej Psychologii Społecznej. Opublikowała szereg prac naukowych, głównie z zakresu socjologii i analizy systemów totalitarnych.
W 1981 zaangażowała się w działalność „Solidarności”, została przewodniczącą rady oddziałowej związku w Instytucie Profilaktyki Społecznej i Resocjalizacji na UW, którego w okresie 1981–1982 była dyrektorem. W stanie wojennym brała udział w demonstracji na Uniwersytecie Warszawskim. W konsekwencji została na kilka dni internowana, zwolniono ją na skutek nacisków władz kościelnych. Do końca lat 80. działała w podziemiu, m.in. jako publicysta czasopism drugiego obiegu i członkini niejawnej Konferencji Dziekanów.
Od 1991 do 1993 wchodziła w skład Trybunału Stanu.
Została pochowana w Alei Zasłużonych na Cmentarzu Wojskowym na Powązkach w Warszawie (kwatera D 31-tuje-6).

## Odznaczenia i wyróżnienia
W 2003 otrzymała Medal „Zasłużony dla Tolerancji”, a w 2011 krakowską Nagrodę im. Jana Długosza za swoją ostatnią książkę pt. Młodzież PRL. Portrety pokoleń w kontekście historii z 2010. W tym samym roku została odznaczona Krzyżem Komandorskim Orderu Odrodzenia Polski.

## Życie prywatne
Była żoną profesora Zdzisława Ziemby oraz matką Joanny (1963–2024) i teściową felietonisty Piotra Zakrzewskiego (1953–2009).

## Wybrane publikacje
- Człowiek wewnętrznie zniewolony. Mechanizmy i konsekwencje minionej formacji – analiza psychologiczna, Warszawa 1997
- Młodzi w nowym świecie, Kraków 2005
- Młodzież licealna : analiza wybranych klas warszawskich w latach 1956–58, Warszawa 1963
- Obraz świata i bycia w świecie. Z badań młodzieży licealnej, Warszawa 2000
- Osobowość jako problem pedagogiki, Wrocław 1970
- Stalinizm i społeczeństwo polskie, Warszawa 1991
- Urwany lot. Pokolenie inteligenckiej młodzieży powojennej w świetle listów i pamiętników z lat 1945–1948, Kraków 2003
- Wartości egzystencjalne młodzieży lat dziewięćdziesiątych, Warszawa 1995
- Młodzież PRL. Portrety pokoleń w kontekście historii, Kraków 2010